# Abdelouhahed Maâch
Abdelouhahed Maâch ou Abdelouahed Maâch, et s'écrit parfois Abdelwahed Maâch, était un homme politique et dirigeant sportif marocain. Il était secrétaire général du Parti démocratique de l'indépendance et président du Raja Club Athletic entre 1969 et 1978.

## Biographie
Abdelouahed Maâch est élu président du Raja Club Athletic en 1969 après avoir été à la tête de l'association des supporters depuis 1965. Il est le président qui est resté le plus longtemps de façon continue dans l'histoire du club. Sous sa présidence, le Raja remporte le premier titre de son histoire; la Coupe du trône 1974.
Il occupe également la fonction de secrétaire général d'un des plus anciens parti politique historique au Maroc, le Parti démocratique de l'indépendance (PDI). Il accède à ce poste en juin 1992. Sous sa présidence, le PDI obtient davantage de sièges mais ne participe à aucun gouvernement. En 2013, la présidence du comité des sages du parti lui est confiée.
Il décède le 3 juillet 2016 à Casablanca. De nombreuses personnalités du football ont assisté à ses funérailles au cimetière Al Rahma.